# The Bridge Battle of the Century
The Bridge Battle of the Century, ook wel The Battle of the Systems, was een bridgewedstrijd die in New York werd gehouden en een mediahype werd. Het team onder leiding van Ely Culbertson won met 8980 punten verschil.
De Culbertson-Lenz match of de “Bridge Battle of the Century” vond plaats in december 1931 en januari 1932. De Amerikaan Ely Culbertson had zijn landgenoot en bridge-expert Sidney Lenz uitgedaagd voor een bridgewedstrijd over 150 ronden (‘rubbers’) om te bewijzen dat zijn biedsysteem superieur was ten opzichte van de op dat moment overheersende biedwijzen.
Dagelijks haalde de strijd de voorpagina’s van vele kranten. Culbertson had een weddenschap afgesloten van $5000 tegen $1000 dat hij en zijn team met het Culbertson-systeem zouden winnen van Lenz en elke bridgepartner.
Sidney Lenz was toen 58 jaar oud, een rijk man en een autoriteit op het gebied van bridge. Hij koos Oswald Jacoby als teamgenoot. Jacoby, naamgever van de conventie, was toen al een beroemd bridger en lid van het kampioensteam “The four horsemen”. Na de eerste 103 rubbers trok Jacoby zich terug vanwege een verschil van inzicht. Voor de rest van de wedstrijd werd Winfield Liggett Jr. Lenz' teamgenoot.
Ely Culbertson speelde in totaal 88 van de 150 rubbers met zijn vrouw Josephine. De rest speelde hij met Theodore A. Lightner, Waldemar Von Zedtwitz, Howard Schenken of Michael Gottlieb.
Uiteindelijk won het team onder leiding van Ely Culbertson na een 75 uur durende strijd met 8980 punten verschil. Maar Ely Culbertson won meer. De publiciteit rond het succes van zijn systeem bracht hem uiteindelijk zoveel financieel voordeel, dat hij multimiljonair werd door de verkoop van zijn boeken en andere bridge-gerelateerde activiteiten.